# 大田村 (神奈川県)
大田村（おおたむら）は、神奈川県大住郡・中郡に存在した村。現在の伊勢原市東南部に位置した。

## 地理
- 河川：渋田川

## 歴史

### 村名の由来
大水田地帯であったことによる瑞祥地名。

### 沿革
- 1889年（明治22年）4月1日 - 町村制の施行により、下谷村、上谷村、上平間村、下平間村、小稲葉村、沼目村および池端村飛地が合併して大住郡大田村が発足。
- 1896年（明治29年）4月1日 - 郡制の施行のため大住郡が淘綾郡と統合され、所属郡が中郡に変更[1]。
- 1954年（昭和29年）12月1日 - 伊勢原町、成瀬村、高部屋村、大山町、比々多村と合併し、改めて伊勢原町が発足。同日大田村廃止。